# Puente de Mingzhou
El puente de Mingzhou (en chino, 明州大桥), es un puente de carretera de China que atraviesa el río Yong en Ningbo, provincia de Zhejiang. Soporta ocho carriles de la autopista Norte de la circunvalación Este (East Ring Road North). Se encuentra sobre una curva del río, que tiene mucho tráfico, y por lo tanto lo cruza sin pilares en el cauce. 
Su construcción se inició en febrero de 2008 y se inauguró en mayo de 2011 siendo en ese momento el séptimo puente en arco más grande del mundo por longitud del vano principal (450 m) (en 2018, es el 9.º). Tiene una longitud total de 1250 m, incluidas las rampas de acceso, y una anchura de 45,80 m.
El puente de acero de 650 m tiene dos arcos hechos de cajones huecos metálicos soldados con una luz de 450 m. Los dos planos de los arcos están inclinados respecto a la vertical, de manera que su separación en el vértice es sustancialmente menor que en los apoyos. Los arcos están conectados y rigidizados por el tablero, también ejecutado como una barra transversal de cajones huecos. Diseñado como un cordón traccionado, que se extiende sobre toda la longitud de 650 m y con una anchura de 45,80 m,  está suspendido de los arcos con cables de acero.
Las dos mitades del arco se erigieron en una construcción en voladizo con arriostramiento auxiliar sobre unos altos pilares de acero dispuestos sobre los estribos.